# Zgodovinska mestna hiša, Münster
Zgodovinska mestna hiša je v Münstru v Vestfaliji v Nemčiji na glavnem trgu nedaleč  stolnice svetega Pavla, ene od znamenitosti mesta.
Znana je postala zaradi pogajanj o Vestfalskem miru v Münstru in Osnabrücku, ki so končala tridesetletno vojno v Evropi. Hkrati pa je rojstno mesto sodobne Nizozemske, saj je 15. maja 1648, z Münstrskim mirom, končala 80-letna špansko-nizozemska vojna. Hkrati z Nizozemsko je Sveto rimsko cesarstvo zapustila Švica. 
Do obsežnega uničenja prvotne stavbe v drugi svetovni vojni, je bila in je danes vnovič  po rekonstrukciji, eden od najpomembnejših profanih spomenikov gotike.
15. aprila 2015 je Evropska komisija priznala ključno vlogo Vestfalske pogodbe za združeno Evropo, in odlikovala mestni hiši v Münstru in Osnabrücku kot »mesti Vestfalskega miru« z znakom evropske kulturne dediščine. 
Mestna hiša je ena osrednjih znamenitosti za obiskovalce, ki obiščejo Münster. Na primer, v letu 2012 je bilo naštetih okoli 120.000 obiskovalcev. [2

## Zgodovina
Ker so bili vsi dokumenti arhiva mesta z njegovo zgodovino v času vladavine  anabaptistov v letih 1534 in 1535 uničeni, vse informacije temeljijo na dokumentih po 1530-ih. Skladno s tem zgodovinski deli niso točno dostopni do obdobja 1530-ih.

### Nastanek
Ko je leta 1170 Münster postal mesto, so mestni svetniki, sodniki in sodniki porotniki, potrebovali prostor za srečanja in sojenja. Prva preprosta stavba je stala nasproti Mihaelovih vrat za Domburgom in škofovo stavbo v bližini glavnega trga (Prinzipalmarkt). Nastala je že sredi 12. stoletja. Ta prva stavba mestne hiše je bila preprosta in hitro zgrajena pollesena stavba. Domnevamo lahko, da je bila zgrajena okoli leta 1170 ali kmalu zatem.
Že ob prvi parcelaciji na glavnem trgu se je prostor za mestno hišo na tej lokaciji verjetno ohranil kot odprt prostor ustrezne širine parcel za preostali del stavbe, kot je označen na starih katastrskih načrtih. Izbira tega položaja kaže na visoko stopnjo samozavesti državljanov Münstra, ki jih zastopa njegovo izključno in bogato mestno plemstvo, tako imenovani Erbmänner, saj ti omogočajo gradnjo mestne hiše v neposrednem vidnem polju stolnice svetega Pavla in škofovske palače, da bi kazala njihovo prizadevanje za svobodo in moč pravice do samouprave.  Vendar pa je za škofa gradnja na tej lokaciji predstavljala precejšnjo provokacijo. Poudariti je treba tudi zaupanje državljanov do svojih škofovskih vladarjev v poznem 14. stoletju, ko mestna hiša prav tako ni smela biti okrašena z veličastno fasado.
To prvo polleseno stavbo je zamenjala pred letom 1200 velika kamnita stavba z dimenzijami 14,50 m × 18 m. Leta 1250 je bila prvič priča mesta srečanja sodnikov. Njen spodnji del, Dvorana sveta, je znana tudi kot Dvorana miru. Na začetku 14. stoletja je bila nova stavba razširjena do glavnega trga, da bi državljanom omogočila prostor za sestanke. Širitev na sprednji strani je mogoče pripisati stalnemu povečanemu zaupanju državljanov, da se ne bodo več "skrivali" za mestno hišo na glavnem trgu. Dvorana za državljane je bila verjetno zgrajena okrog leta 1320.  Proti koncu 14. stoletja, verjetno okrog 1395, je bila stavba razširjena s 4 m dolgim preddverjem proti trgu. To preddverje je bilo podprto s petimi okroglimi stebri neposredno ob cesti. Je del značilne arkade Prinzipalmarkta. Fasada je bila okrašena z dragocenimi okraski, še posebej tako imenovanimi Schaugiebel (razkošnim zatrepom).

### 16. st. do druge svetovne vojne
Leta 1576 in 1577 je bila streha zadnjega dela stavbe nad dvorano sveta nadgrajena in priložena orožarna. Prvotna sedlasta streha v smeri sever-jug je bila odstranjena in zamenjana z novo zatrepno streho v smeri vzhod-zahod kot pri sprednjem delu stavbe. Mojstri obrtniki, ki so sodelovali pri preusmeritvi, se lahko prepoznajo po njihovih glavnih oznakah v modrih klinker ploščicah v vzhodnem zatrepu. Poleg tega je bila vzhodno od mestne hiše zgrajena Gruthaus podaljšek, znan tudi kot »majhna svetniška soba«, Stoveken ( Stübchen, od 1602) ali »zimska svetniška soba« (1773-1776), sestavljena iz dveh nadstropjih. Oznako kot zimska dolguje problemu ogrevanja dvorane sveta: tisti, ki so sedeli v bližini kamina so se znojili, na drugem koncu sobe pa zamrzovali. Zato so se sestanki Sveta v zimskih mesecih pogosto preselili v manjšo sobo. To so leta 1892 povečali z razširitvijo tretjega nadstropja od uničenja v drugi svetovni vojni in rekonstrukciji v 1950-ih, vendar ne obstaja več. Zamenjal jo je nov stopniščni stolp.
Mestna hiša je postala znana, poleg mestne hiše v Osnabrücku, med vestfalskim mirovnim kongresom med letoma 1643 in 1648, ki je končal tridesetletno vojno v Evropi. V pripravah na kongres se je mesto razglasilo za nevtralno. 27. maja 1643 je cesarski dvorni svetnik Jochan Krane prebral izjavo o nevtralnosti v imenu cesarja v senatnem svetu, predstavnik knezoškofa pa je tudi prebral ustrezno izjavo. Mesto se je oddaljilo od dolžnosti do Reicha in knezoškofa v času pogajanj. Več kot 150 odposlancev, ki so prispeli na kongres, so v dvorani sveta sprejemali občinstvo. Zlasti ob pogajanjih je bil slikar in umetnik Everhard Alerdinck pooblaščen, da okrasi mestno hišo. V ta namen je pobarval zatrep leta 1646 z oljno barvo in iluminiral s svinčeno belo. Od 18. stoletja je za dvorano sveta uveljavljeno ime dvorana miru. Vendar pa se v mestni hiši ni podpisal samo Vestfalski mir. Münstrski mir je bil 15. maja 1648 prav tako podpisan v dvorani sveta. Velja se za rojstvo Nizozemske, po tem, ko sta Španija in sedem pokrajin današnjega Beneluksa dosegli mir po osemdesetletni vojni in je bila Nizozemski priznana neodvisnost. Mestna dvorana je služila tudi ambasadorjem za redna srečanja zunaj pogajanj v posameznih četrtih.
V poznih 1850 je bila zaželena še ena mestna dvorana v zgornjem nadstropju v mestni hiši. V ta namen so vključili podstrešni prostor, ki je bil do takrat večinoma neuporabljen. Po dogovarjanjih med naročniki in arhitektom je nastala velika dvorana s sedlastim obokom v zgornjem nadstropju.

### Uničenje in obnova
V drugi svetovni vojni, 28. oktobra 1944, je mestno hišo udarilo nekaj bomb in popolnoma je pogorela. Ob 18:25 uri se je zrušil in padel na Prinzipalmarkt tudi zatrep. Ohranjeni so bili le spodnji loki in arkade dveh zunanjih oken. Po vojni je bilo potrebno kar nekaj časa, dokler niso bila na voljo finančna sredstva za obnovo. Poleg tega je bil velik del razbitin odstranjen med čiščenjem in se tako izgubil. Preostali deli prednje plošče so bili nazadnje porušeni za obnovo.
Leta 1948 je bila sprejeta odločitev o obnovitvi dvorane miru ob 300. obletnici Vestfalskega miru. Strop in inventar dvorane miru so bili leta 1942 shranjeni v dvorcu Wöbbel v kraju Lippe, okrasna okna in čudovit kamin v južni steni niso bili odstranjeni in zato uničeni. Izgubljen kamin je zamenjal tisti iz Krameramtshaus, ki je bil po velikosti in starosti približno podoben uničenemu. 
»Združenje trgovcev iz Münstra iz leta 1835« so prevzeli pobudo na svojem prvem sestanku po koncu vojne 23. novembra 1948. Na razpis bili povabljeni trije münstrski arhitekti. Za natečaj ni bilo nobene jasne določitve prostora in nobenih specifikacij o vprašanju banketne dvorane in podobno. Po tem, ko so trije arhitekti oddali svoje predloge, je potekal drugi krog natečaja, v katerem so morali razviti različne rešitve za dvorano z obokom. Čeprav je arhitekt Heinrich Bartmann zmagal na tekmovanjih, se načrt zaradi pomanjkanja sredstev ni izvedel. Kot pomembnejša od obnove mestne hiše, se zdi, da je občinska uprava vlagala omejena sredstva v nujno potrebne infrastrukturne projekte, kot so oskrba z vodo in plinom, šole in bolnišnice.
Rekonstrukcija se je začela leta 1950, ko je maja mesto pristalo na trgovsko pobudo za izvedbo rekonstrukcije brez finančne podpore mesta in ustanovitve "odbora za obnovo mestne hiše v Münstru". Postavitev temeljnega kamna je bila 9. julija. Več kot 30.000 ljudi se je pojavilo na praznovanju, med njimi nekdanji kancler in častni državljan mesta Münster Heinrich Brüning. Vsi meščani so bili pozvani, da prispevajo donacije v naravi ali denarju ali ročnem delu. Odziv je presegel vsa pričakovanja. Izvedli so loterijo iz zbrali skoraj polovico skupnih stroškov. Toda ne le v Münstru, tudi v Münsterlandu in v velikih delih Vestfalije, je prišlo do evforije o začetku rekonstrukcije. Številne donacija je prišle iz drugih mest, pa tudi iz trgovine in industrije zunaj Münstra.
Za načrtovanje je bil odgovoren Heinrich Benteler, ki je vodil tudi obnovo stolnice svetega Pavla. Bil je proti "resničnemu prvotnemu" stanju rekonstrukciji. Namesto tega je poskrbel za imitacije fasadnih elementov, ki se razlikujejo le v malenkostih v primerjavi z izvirnikom. Sama gradnja se je prav tako razlikovala od prvotne mestne hiše. Med drugim je struktura sestavljena iz betonskih nosilcev in opečnih zidov, ki so na zunanji strani oblečeni s tankimi peščenimi ploščami. Samo zatrep je narejen iz pravega baumberškega peščenjaka.
Za notranje delo je bil sprva zadolžen Heinrich Bartmann, pozneje Edmund Scharf. V nasprotju z željami mesta, da se obnovi obokan strop v banketni dvorani, je posredoval Scharf. Tako je bil umaknjen raven leseni snop, ki ustreza prvotnemu oblikovanju 14. stoletja. Dve leti po postavitvi temeljev je 9. julija 1952 potekala slovesna otvoritev. Dela so se nadaljevala s stopniščnim stolpom za dostop do dvorane miru. Oktobra 1954 je bila zaključena fasada na Prinzipalmarktu. 30. oktobra 1958 je bila za 310. obletnico Vestfalskega miru, dokončana celotna stavba.
Presoja javnosti je bila pretežno pozitivna. Ljudje v Münstru so bili ponosni na svojo novo "zgodovinsko" mestno hišo. Obnova mestne hiše, ki jo označujejo kot "vstajenje iz pepela", je postal simbol za premagovanje posledic vojne v Münstru in širše.
Po obnovi zatrepa leta 1992, so leta 1997 obnovili mestno vinsko klet. Druge dele na spodnjem območju so obnovili v letih 2002 in 2004, v letu 2006 začeli ponovno obsežno obnovo. Da bi prebivalci Münstra in turisti videli mestno hišo, sta dve družbi podarili plakat velikosti 538 m², ki prikazuje sprednjo stran stavbe v merilu 1:1 in pokriva oder.
Poleti leta 2011 je postal znano, da mesto Munster zahteva, po prvem poskusu v letu 2002, da se ohrani status Unescove svetovne kulturne dediščine in znak evropske dediščine za mestno hišo.  V začetku julija 2012 je postalo očitno, da želenega imenovanja ni bilo mogoče ponovno doseči . Razlog za to je, da gradbeno gradivo mestne hiše ni izvirno, ampak je bilo obnovljeno po drugi svetovni vojni. Zato je bil nato dosežen prepoznavnost mestnega središča kot evropske kulturne dediščine . Decembra 2013 je bilo potrjeno, da sta Münster in Osnabrück pri Evropski komisiji za podelitev znaka evropske dediščine predlagana kot "mesti vestfalskega miru". Oznaka je bila prvič podeljena leta 2015.  Izpolnjena je bila želja, da se mesto okiti z nagrado, ki izraža nematerialno vrednost Vestfalskega miru, ker je bila mestna hiša »kraj, kjer se je rodilo mednarodno pravo«. 

## Arhitektura in podoba

### Oris
Stavba ima štiri nadstropja: arkade in glavno nadstropje, pa tudi klet in podstrešje. Če gledamo na mestno hišo v tlorisu, so na spodnjem arkadnem delu tri področja uporabe in dve v zgornjem glavnem nadstropju. Na arkadnih tleh je dvorana obokov (Bogenhalle), sledita pa ji dvorana meščanov (Bürgerhall) in za njo dvorana sveta (Ratskammer), ki je poznana kot dvorana miru (Friedenssaal) že od 18. stoletja. Glavno nadstropje je v sprednjem delu proti Prinzipalmarktu in za Schaugiebel je banketna dvorana (Festsaal) mestne hiše. Na zadnji strani sveta je orožarna.

### Fasada
Okrašena fasada iz baumberškega peščenjaka v gotskem slogu se dviga 31 metrov visoko in nad dejansko streho mestne hiše. Fabio Chigi, papeški posrednik med pogajanji o Vestfalski pogodbi, je pisal o njej: »zatrep veličastne mestne hiše se dviga daleč nad strehami drugih in se na videz dotakne skoraj neba.«  Gradnja take drage fasade je bila mogoča le v času gospodarskega razcveta, zato je bilo ocenjeno, da je v poznem 14. stoletju, ko je mesto Münster postalo član Hanse, močno gospodarsko napredovalo. Pomagala je tudi kontinuiteta mestnega sveta in še zlasti županskega urada, ki so ga do 16. stoletja vodili samo dedni moški, z Johanom III. Deckenbrock (8-krat med 1312-1339), Johannom Kerckerinckom (26-krat med 1371-1399) in Johannom Warendorpom (31 krat med 1379-1418) v tem času. 
Struktura fasade je razdeljena na tri ravni: nivo arkad (Arkadengeschoss), glavno nadstropje (Hauptgeschoss) in zatrepno nadstropje (Giebelgeschoss). Vsaka od teh ravni je bila večkrat spremenjena zaradi uničenja, popravil in rekonstrukcij. Medtem ko so okraski na spodnjih dveh ravneh skoraj jasni, obstaja več, včasih nasprotujočih si teorij za slikovni program zatrepnega nadstropja.

### Dvorana sveta (Dvorana miru)
Dvorana sveta, znan kot dvorana miru od 18. stoletja, je skoraj 10 m × 15 m velika dvorana, ki je okoli obloženi z lesom v slogu renesanse. Tla so v sivi barvi v nasprotju s toplim lesom. Opaž na daljših straneh dvorane je nastal leta 1577.
Vrata zahodne stene krasi figura vstalega Jezusa Kristusa. Opaže je zasnoval Hermann Tom Ring, glavni vestfalski umetnik 16. stoletja. Poleg vhodnih vrat na zahodni steni je klop za 12 ljudi. Opaž nad sedeži vzdolž stene kaže podobe Jezusa Kristusa, dvanajst apostolov in Pavla, zavetnika cerkve svetega Pavla v Münstru. Na vzhodni steni so štiri velika okna. Prvotna diamantna stekla, ki so vsebovala osem alegoričnih figur božanskih in kardinalnih kreposti in so bila uničena v oktobru 1944, so bila nadomeščena z navadnim toniranim steklom. Stenske površine so opažene kot zahodna stena. Teme kažejo slike štirih evangelistov v običajnem vrstnem redu Matej, Marko, Luka in Janez. Najsevernejša okenska niša prikazuje portret Mojzesa kot zakonodajalca. Preostalih sedem okenskih niš kaže sedem svobodnih umetnosti gramatika, dialektika, aritmetika, retorika, glasba, geometrija in astronomija, ki so jih poučevali na univerzi. Na južni steni je velik kamin na katerem je plošča iz litega železa, spomin na zaključek Vestfalskega miru. Na njej je prikazana blazina s krono in žezlom, nad njim trije golobi z oljčno vejo v kljunu. Poleg tega je napis: Anno 1648. Pax optima rerum, 24. oktober. (Mir je najvišje dobro, 24. oktober 1648).

## Mestna hiša kot muzej
Poleg hrambe in razstave raznih umetniških predmetov in umetniških zakladov mesta se mestna hiša vidi že sredi 16. stoletja kot predhodnica sodobnega muzeja, ki se spominja pomembnih dogodkov in hkrati opozarja. Zaradi poglavja vladavine baptistov v Münstru so štiri mučilne klešče takoj okrasile stebre dvorane obokov. Poleg kletk Lambertove cerkve, v katerih so bila prikazana telesa anabaptistov, so služile kot opozorilo. Šele med obnavljanjem dvorca leta 1848 so bile odstranjene od tam in odpeljani v dvorano miru. Tam so bile obešene do leta 1921, ko so jih oddali v Državni muzej.
Druga zanimivost je mučilni ovratnik (Folterhalseisen). To je železni ovratnik, na katerega je pritrjena tudi železna, gibljiva, 15 cm visoka in 14 cm široka maska za obraz. Na notranji strani ovratnice je na sprednji strani na voljo osem 1,6 cm dolgih bodic in šest dolžine 2 cm zadaj, ki so prebodle uporabnikov vrat. Čeprav se verjame, da se ga ni uporabljalo pri mučenju anabaptističnega vodje Jana van Leidena, je iz istega obdobja. Verjetno so mučili zapornike po zatrtju vstaje Heinricha Mollenheckeja, ki je nasprotoval uvedbi poligamije s strani anabaptistov in jih mučil.
V pravem nasprotju s spomini na anabaptistično obdobje je dvorana miru, pričevanje o miru in varnosti v Evropi. Zaradi svoje zgodovinske pomembnosti se od sklenitve Vestfalskega miru leta 1648 ni spremenila. Tako je bila, ko je bila mestna hiša preurejena, predlagana ohranitev dvorane miru. Ob večji prenovi in rekonstrukciji mestne hiše leta 1848 je ostala nedotaknjena. Pomemben vpliv je imel pruski kralj Friedrich Wilhelm III. med svojim obiskom 21. septembra 1817, da je bila dvorana miru ohranjena in se nikoli ne sme uporabiti za noben drug namen.